# Vilamoura (Portugal)

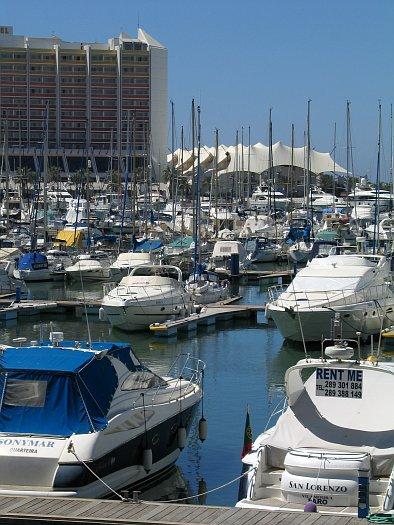
Marina de Vilamoura, Algarve, Portugal

Vilamoura es un área en la costa sur de Portugal, en Algarve que comprende un complejo turístico de alrededor de 1700 hectáreas de tierra. El aeropuerto más cercano es el Aeropuerto de Faro.
La zona fue sede de la competición anual Cross Internacional de los Almendros en Flor entre 1996 y 2003. Fue también seleccionada como sede para el Campeonato Mundial de Campo a Través en 2000.

## Historia

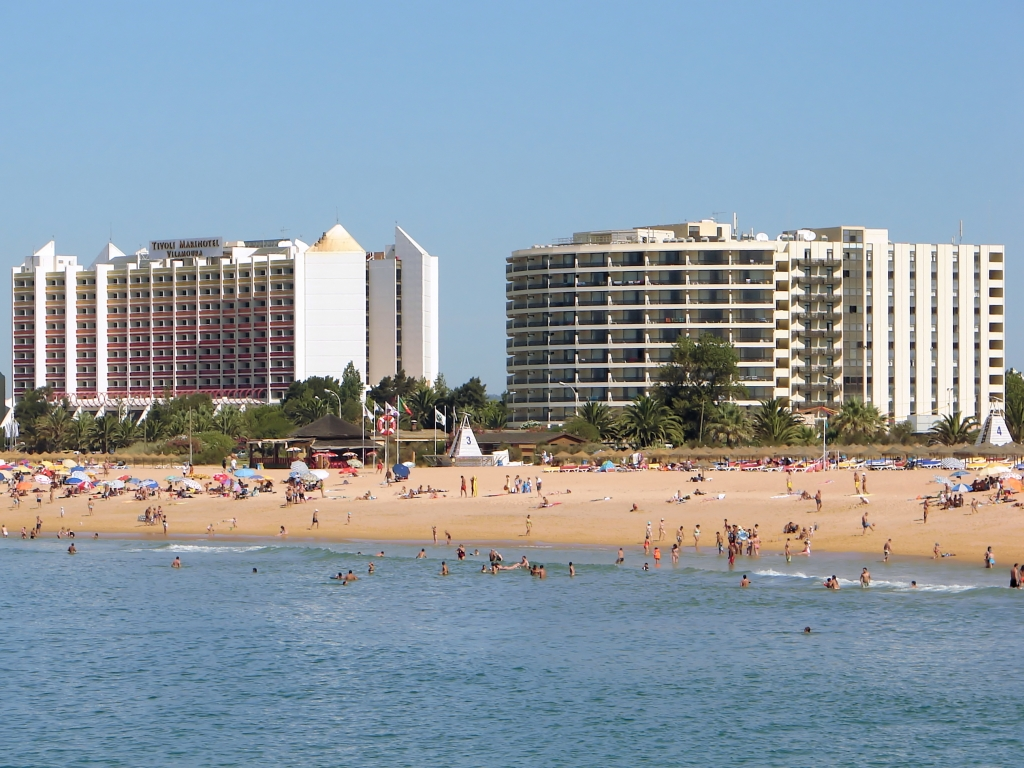
Playa en Vilamoura, Algarve, Portugal.

El complejo se ha desarrollado en torno a un pequeño puerto, flanqueado por playas de arena y cerca de las ruinas romanas de Cerro da Vila. En la época romana este lugar era importante en la producción de una pasta de pescado conocida como "garum". Las ruinas incluyen también los baños y establecimientos termales en los cuales los romanos se bañaban.
El complejo fue fundado por el banquero portugués Cupertino de Miranda quien, con la sociedad gestora del complejo Lusotur (ahora Lusort) comenzó la planificación y la construcción inicial en 1966. En 1996 Vilamoura (Lusotur) fue adquirida por el dueño de Quinta do Lago, André Jordan. En 2004 el complejo fue comprado por el grupo español Prasa y en 2010 por CatalunyaCaixa.

## Instalaciones
Vilamoura tiene cinco cursos diferentes de golf, un club de bowls sobre hierba, un club de tenis, un club de tiro, hoteles de 4 y 5 estrellas, apartamentos turísticos, villas, clubes nocturnos, un casino internacional y una escuela de equitación, un puerto deportivo (inaugurado en 1974), dos playas, restaurantes y bares.

## Marina

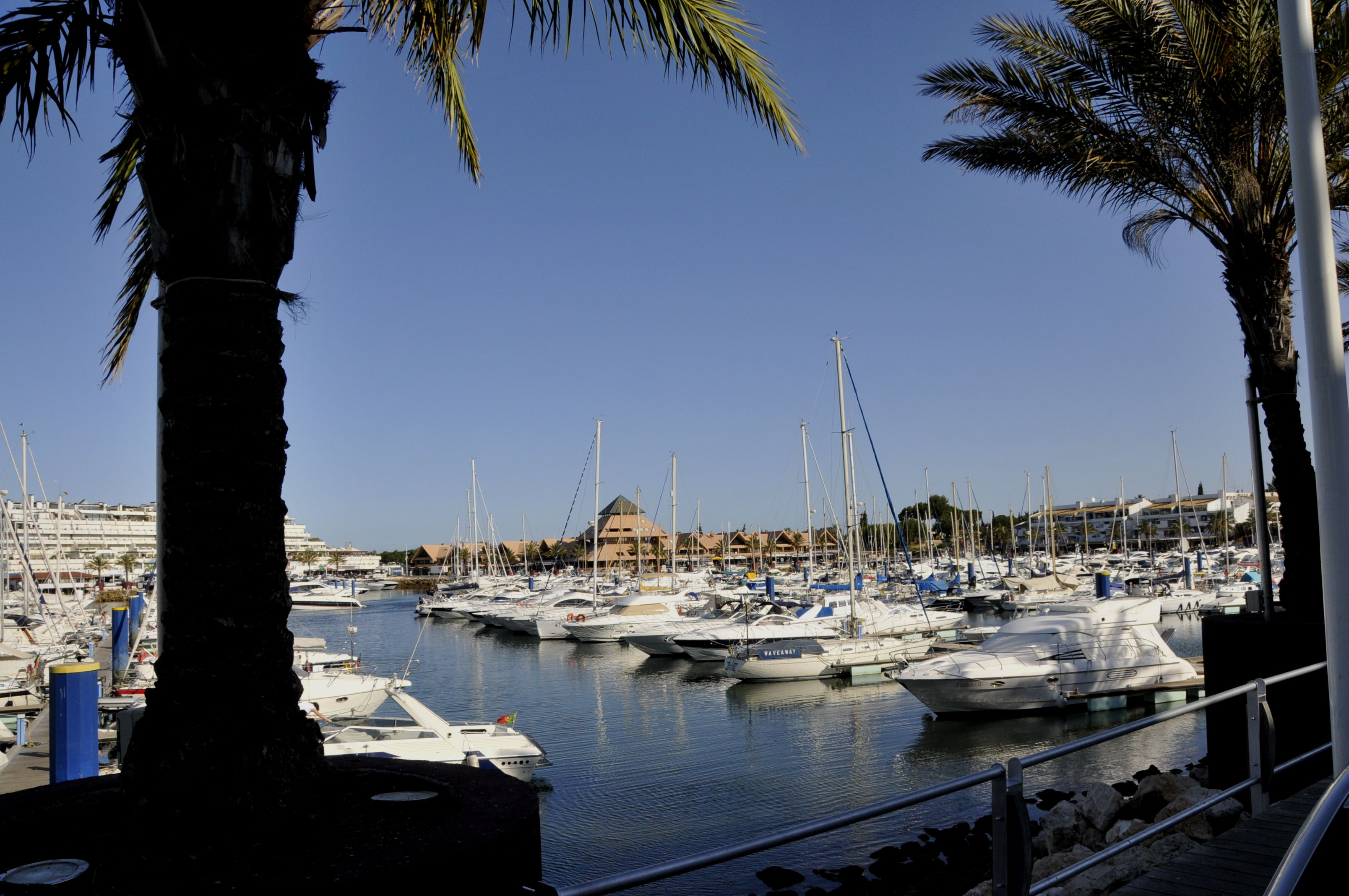
Yates en Vilamoura

En el corazón de Vilamoura se encuentra el puerto deportivo, que tiene una capacidad de atraque de más de 1000 embarcaciones.
El puerto deportivo está situado en una zona con hoteles y casas de vacaciones de lujo, así como de un casino y restaurantes y bares. En las proximidades hay varios clubes deportivos, un campo de tiro y clubes nocturnos.